# Austroaeschna cooloola
Austroaeschna cooloola – gatunek ważki z rodziny żagnicowatych (Aeshnidae). Endemit Australii, znany tylko ze stanowisk na wybrzeżu i piaszczystych wyspach w południowo-wschodniej części stanu Queensland.